# 2017 ワールド・ベースボール・クラシック A組
2017 ワールド・ベースボール・クラシック A組（ソウルラウンド）（英語: 2017 World Baseball Classic Pool A Seoul）は、ワールド・ベースボール・クラシック第4回大会の、ソウル特別市で開催される1次リーグ。2017年3月6日から3月9日までの日程で高尺スカイドームで開催された。

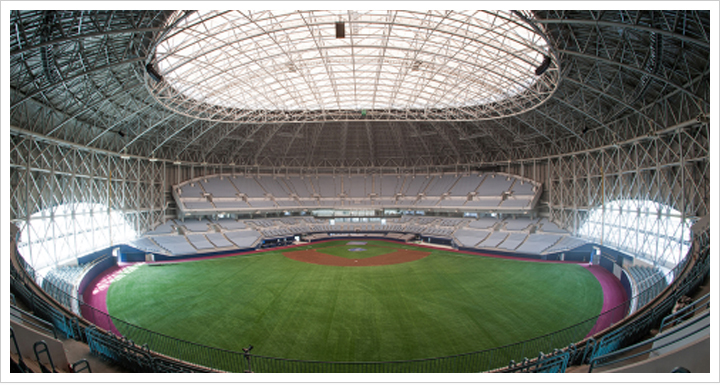
高尺スカイドーム

初のWBC韓国開催でもあった。

## 経緯
2016年
8月2日 - 同組が発表。
11月12日 - 開催概要が発表された。当初予定より開幕が1日早くなったため、名称がB組からA組へ変更となった。また開幕前に公式練習試合を行うことも発表された。
2017年
3月6日 - 9日開催。
全勝のイスラエル、韓国とチャイニーズ・タイペイに勝利したオランダが2次ラウンド進出を決めた

## 大会概要
オランダ、イスラエル、チャイニーズタイペイ、大韓民国の4代表が出場。各1回の総当り戦を行い、上位2チームが東京の東京ドームで行われる第2ラウンドへと出場する。

## 試合結果

### GAME1 (3月6日)
18:39試合開始、試合時間4時間11分、観衆15,470人
| イスラエル | 2 - 1 | 韓国 |

|            | 1 | 2 | 3 | 4 | 5 | 6 | 7 | 8 | 9 | 10 | R | H | E |
| ---------- | - | - | - | - | - | - | - | - | - | -- | - | - | - |
| イスラエル | 0 | 1 | 0 | 0 | 0 | 0 | 0 | 0 | 0 | 1  | 2 | 8 | 0 |
| 韓国       | 0 | 0 | 0 | 0 | 1 | 0 | 0 | 0 | 0 | 0  | 1 | 7 | 0 |

1. イ：ジェイソン・マーキー、ザック・ソーントン、ジェレミー・ブライヒ、ゲイブ・クレーマー、アレックス・カッツ、ジョシュ・ゼイド
2. 韓：張元準、沈昌珉、車雨燦、元鐘玄、李賢承、林昶暋、呉昇桓、林昌勇
3. 勝利：ジョシュ・ゼイド（1勝）
4. 敗戦：林昌勇（1敗）

開幕戦で、今大会が初出場で野球世界ランキング41位のイスラエルが世界ランキング3位の韓国に延長10回2-1で勝利し、番狂わせと報じられた。イスラエルは2回表にタイラー・クリーガーの押出しフォアボールで1点を先制、対する韓国も5回裏に徐建昌のタイムリーで同点とした。その後は両チーム無得点のまま、大会初の延長戦となったが延長10回表、イスラエルのスコット・バーチャムが勝ち越しタイムリー内野安打を放ちこれが決勝点となった。韓国は毎回ランナーを出しチャンスを作りながらも、3番金泰均が3打数無安打1四球2三振、4番の李大浩が5打数無安打2三振と打線が全く繋がらなかった。

### GAME2 (3月7日)
12:00試合開始、試合時間3時間3分、観衆3,287人
| チャイニーズタイペイ | 7 - 15 | イスラエル |

|                      | 1 | 2 | 3 | 4 | 5 | 6 | 7 | 8 | 9 | R  | H  | E |
| -------------------- | - | - | - | - | - | - | - | - | - | -- | -- | - |
| イスラエル           | 4 | 0 | 2 | 0 | 0 | 0 | 5 | 1 | 3 | 15 | 20 | 1 |
| チャイニーズタイペイ | 0 | 0 | 0 | 0 | 0 | 3 | 0 | 0 | 4 | 7  | 12 | 2 |

1. イ:：コーリー・ベイカー、R.C.オーラン、タイラー・ヘロン、ディラン・アクセルロッド、ダニー・ブラワ、トロイ・ニーマン、ゲイブ・クレーマー
2. チ：郭俊麟、陳冠宇、蔡、倪福徳、林晨樺、羅國華
3. 勝利：コーリー・ベイカー
4. 敗戦：郭俊麟

イスラエルは第2戦で世界ランキング4位のチャイニーズタイペイにも15対7で勝利した。7回表、イスラエルが満塁の場面でスクイズした際にチャイニーズタイペイの守備が誰もベースカバーに入っていない一塁に送球してしまい、ボールが外野へ転々としている間に走者が全員生還しスクイズにもかかわらず3点入るという珍しいプレー（スリーランスクイズ）が起きた。

### GAME3 (3月7日)
18:30試合開始、試合時間3時間3分、観衆15,184人
| オランダ | 5 - 0 | 韓国 |

|          | 1 | 2 | 3 | 4 | 5 | 6 | 7 | 8 | 9 | R | H  | E |
| -------- | - | - | - | - | - | - | - | - | - | - | -- | - |
| 韓国     | 0 | 0 | 0 | 0 | 0 | 0 | 0 | 0 | 0 | 0 | 6  | 1 |
| オランダ | 2 | 1 | 0 | 0 | 0 | 2 | 0 | 0 | X | 5 | 11 | 0 |

1. 韓：禹奎珉、元鐘玄、車雨燦
2. オ：リック・バンデンハーク、ディエゴマー・マークウェル、シャイロン・マルティス、トム・ストイフバーゲン、ルーク・ファンミル
3. 勝利：リック・バンデンハーク（1勝）
4. 敗戦：禹（1敗）
5. 本塁打
オ：ジュリクソン・プロファー（1号）、ランドルフ・オドゥバー（1号）

オランダが5-0で韓国に完封勝利した。韓国は6安打無得点と全く打線が繋がらなかった。2015 WBSCプレミア12で優勝した韓国が2連敗するという不甲斐ない戦いぶりに韓国メディアは失望の声を隠さなかった。韓国は1998 FIFAワールドカップ#グループ E、2013 ワールド・ベースボール・クラシック B組#第1日目（3月2日）：ゲーム2でも0-5で敗れており、オランダと対戦すると0-5で敗戦するというジンクスがささやかれている。また、この敗戦で韓国の2大会連続での1次ラウンド敗退が決定した。

### GAME4 (3月8日)
18:30試合開始、試合時間3時間21分、観衆3,606人
| オランダ | 6 - 5 | チャイニーズタイペイ |

|                      | 1 | 2 | 3 | 4 | 5 | 6 | 7 | 8 | 9  | R | H  | E |
| -------------------- | - | - | - | - | - | - | - | - | -- | - | -- | - |
| チャイニーズタイペイ | 0 | 0 | 2 | 0 | 3 | 0 | 0 | 0 | 0  | 5 | 10 | 1 |
| オランダ             | 0 | 1 | 0 | 3 | 0 | 0 | 0 | 1 | 1x | 6 | 13 | 0 |

1. チ：宋家豪、江少慶、倪福徳、陳鴻文
2. オ：ジェイアー・ジャージェンス、ハイアー、マイク・ボルセンブローク、シャイロン・マルティス
3. 勝利：シャイロン・マルティス（1勝）
4. 敗戦：陳鴻文（1敗）
5. 本塁打
チ：張志豪（1号）

オランダがサヨナラ勝ちを収めて2次ラウンド進出を決めた。チャイニーズタイペイは逆転はしたものの、先制点を許したことが響きサヨナラ負けで2大会ぶりに1次ラウンド敗退となった。

### GAME5 (3月9日)
12:00試合開始、試合時間3時間13分、観衆2,739人
| イスラエル | 4 - 2 | オランダ |

|            | 1 | 2 | 3 | 4 | 5 | 6 | 7 | 8 | 9 | R | H | E |
| ---------- | - | - | - | - | - | - | - | - | - | - | - | - |
| オランダ   | 0 | 0 | 1 | 0 | 0 | 0 | 0 | 1 | 0 | 2 | 5 | 1 |
| イスラエル | 3 | 0 | 0 | 0 | 0 | 1 | 0 | 0 | x | 4 | 8 | 2 |

1. オ：ロブ・コルデマンス、J.C.スルバラン、プロエガー、オーランド・イェンテマ、ハイアー、デブロック、ルーク・ファンミル
2. イ：ジェイソン・マーキー、ケイリッシュ、ワグマン、オーラン、ソーントン、カッツ、アクセルロッド、ジェレミー・ブライヒ、ジョシュ・ゼイド
3. 勝利：ジェイソン・マーキー（1勝）
4. セーブ：ジョシュ・ゼイド（1S）
5. 敗戦：ロブ・コルデマンス（1敗）

既に2次ラウンド進出を決めているイスラエルがオランダに4-2で勝利し、1位での進出を決めた。イスラエルは総勢9人の投手を投入し7回まで1人1回ずつという小刻みな継投によってオランダ打線を封じ込めることに成功した。

### GAME6 (3月9日)
18:30試合開始、試合時間4時間40分、観衆12,000人
| チャイニーズタイペイ | 8 - 11 | 韓国 |

|                      | 1 | 2 | 3 | 4 | 5 | 6 | 7 | 8 | 9 | 10 | R  | H  | E |
| -------------------- | - | - | - | - | - | - | - | - | - | -- | -- | -- | - |
| 韓国                 | 1 | 5 | 0 | 2 | 0 | 0 | 0 | 0 | 0 | 3  | 11 | 18 | 0 |
| チャイニーズタイペイ | 0 | 3 | 0 | 2 | 0 | 2 | 1 | 0 | 0 | 0  | 8  | 13 | 1 |

1. 韓：梁玹種、沈昌珉、車雨燦、張施皖、元鐘玄、李賢承、呉昇桓
2. チ：陳冠宇、郭俊麟、潘威倫、黄勝雄、林晨樺、陳鴻文、蔡明晉
3. 勝利：呉昇桓（1勝）
4. 敗戦：陳鴻文（2敗）
5. 本塁打
韓：金泰均（1号）
チ：林哲瑄（1号）

両チームともに2連敗しており、この試合で負ければ次回大会は予選からの参加となる可能性が高い両チームの対戦は延長10回の接戦の末、11-8で韓国の勝利に終わった。序盤から厳しい内角攻めの応酬で、死球が多く球審が五回途中に両チームに警告を発するほど荒れた試合となった。

## 最終順位
| 順位 | 国・地域             | 勝 | 負 | 得点 | 失点 | 差  |
| ---- | -------------------- | -- | -- | ---- | ---- | --- |
| 1    | イスラエル           | 3  | 0  | 21   | 10   | -   |
| 2    | オランダ             | 2  | 1  | 13   | 9    | 1.0 |
| 3    | 大韓民国             | 1  | 2  | 12   | 15   | 2.0 |
| 4    | チャイニーズタイペイ | 0  | 3  | 20   | 32   | 3.0 |